# Visceral Evisceration
Visceral Evisceration war eine österreichische Metal-Band aus Wien, die im Jahr 1991 gegründet wurde, sich später in As I Lay Dying umbenennen sollte und sich etwa 1995 auflöste.

## Geschichte
Im Jahr 1991 zog der Sänger und Gitarrist Hannes Wuggenig von Kärnten nach Wien, um ein Bandprojekt zu beginnen. Kurze Zeit später stießen der Gitarrist Hannes Nagel, der Bassist Dominik Lirsch und der Schlagzeuger Stephan Strnad zur Besetzung. Im Februar 1993 nahm die Band mit Savour of the Seething Meat ein erstes Demo auf. Im Anschluss wurde Gitarrist Nagel durch Jürgen Hajek ersetzt und ein Vertrag bei Napalm Records wurde unterzeichnet. Bei diesem Label folgte im Jahr 1994 das Debütalbum Incessant Desire for Palatable Flesh, das neben den bereits bekannten Liedern des Demos zwei neue Lieder enthielt. Danach verließ die Band Napalm Records und benannte sich in As I Lay Dying um. Nach der Veröffentlichung eines Demos im Jahr 1995 löste sich die Band auf.

## Stil
In seinem Heavy-Metal-Lexikon fand Matthias Herr auf dem Album Incessant Desire for Palatable Flesh neben Death-Metal-Einflüssen auch Einflüsse aus dem Gothic Metal. Die Lieder seien ausnahmslos überlang, während sich die Songs meist im Midtempobereich bewegen würden. Zudem war auch der gelegentliche Einsatz einer Opernsängerin und eines Keyboarders charakteristisch, wobei jedoch beide nicht im Booklet des Albums erwähnt worden seien. Der Gesang Wuggenigs wechsle „zwischen finsteren D.M.-Growls und sonorer Gothic-Stimmlage“. Der melancholische stände im Gegensatz zu den drastischen Texten: So handeln Lieder wie Gangling Menstrual Blood-Broth for Supper von einem kranken Arzt der Leichen schände und blutige Vaginas verzehre oder At the Epicurean Gynaecologist, das von einem Frauenarzt handle, der Frauen ermorde, die in konsultieren würden. Adam Wasylyk von chroniclesofchaos.com ordnete die Musik dem Death- und Doom-Metal zu, wobei der Gesang dem Doom Metal näher sei, als dem Death Metal.

## Diskografie
als Visceral Evisceration
- 1993: Savour of the Seething Meat (Demo, Eigenveröffentlichung)
- 1994: Incessant Desire for Palatable Flesh (Album, Napalm Records)

als As I Lay Dying
- 1995: Promo 1995 (Demo, Eigenveröffentlichung)